# Nマーク

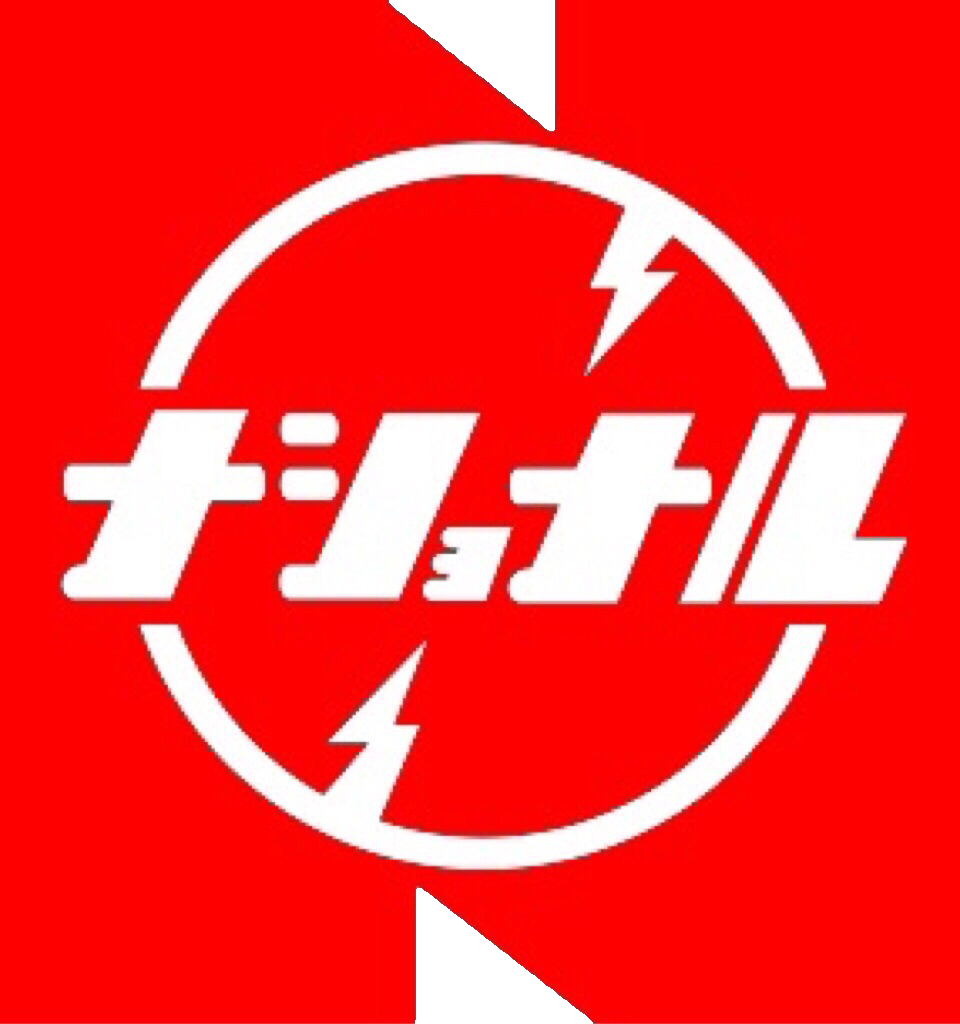
Nマーク

Nマーク（えぬまーく）は、1959年から1987年ごろまで松下電器（現在：パナソニック）や松下電工（後のパナソニック電工）のロゴタイプとして制定されていたマークである。現在もパナソニックの登録商標（第579879号ほか）である。

## 概要
1937年に制定された旧ナショナルマーク（登録商標第318460号ほか）を「N」の中に入れたものである。
ナショ文字と同じくカタログや商品の裏、CMや看板などに刷り込まれていた。製品には「NATIONAL」または「National」ロゴとともに記されていた。使用終了後の1987年 - 1994年ごろまでは主にプラグに用いられた（パナソニックブランドの製品も一部含む）。かつて発売されていたハイライトなる名称の蛍光灯や白熱電球にはNだけ外した表記もあった（結果的にNマーク制定以前の旧ナショナルマークと同様）。
なお、上記旧ナショナルマークに類似したマークは松下電器を源流とする三洋電機でも採用された。こちらはナショ文字と類似したフォントで「サンヨー」と書かれているが同一のフォントではない。

## Nマークの種類
Nマークの種類は2つに分けられる。
- ナショ文字で書かれた片仮名の「ナショナル」表記
- ｢ナショナル｣表記部分が英語の「National」表記（1960年代後半 - 1970年代前半の対米輸出品には「Panasonic」の表記もあった。米国内企業が「National」を商標登録している為）

## Nマークの歴史
テレビでの使用は、1950年代から1986年9月までである。
なお、ナショナル ゴールデン・アワー→ナショナル劇場（後のパナソニック ドラマシアター→月曜ミステリーシアター）でのNマークは、バージョンに応じて大きさが変化している。
- 1956年 - 1959年：Nマークが最初大きくなり、次に小さくなり、松下電噐の表示 色は白黒
- 1960年 - 1968年：Nマークが大きくなっている。これ以降、色は黄色で統一
- 1969年 - 1979年：多少縦長になるもののNマークのロゴはほとんど変わらないが、光のアニメーションに一新された。
- 1980年 - 1984年：前のバージョンに比べ小さくなった。
- 1985年 - 1986年：このバージョンから映像の画質が上がり、Nマークも微妙ではあるがサイズが変わっている。
- 1986年 - 1989年：タイトルバックは同じだが、Nマーク、ナショ文字は、（番組での使用は）廃止された。

## ギャラリー

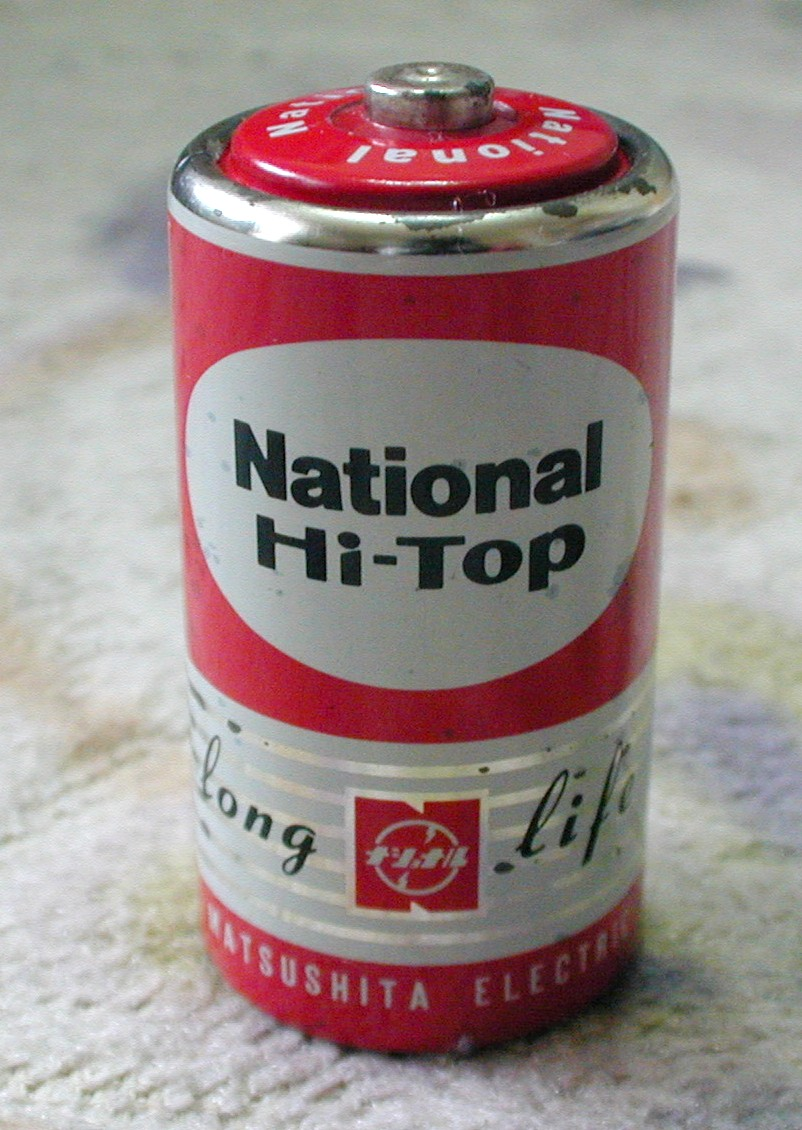
Nマークが付された乾電池
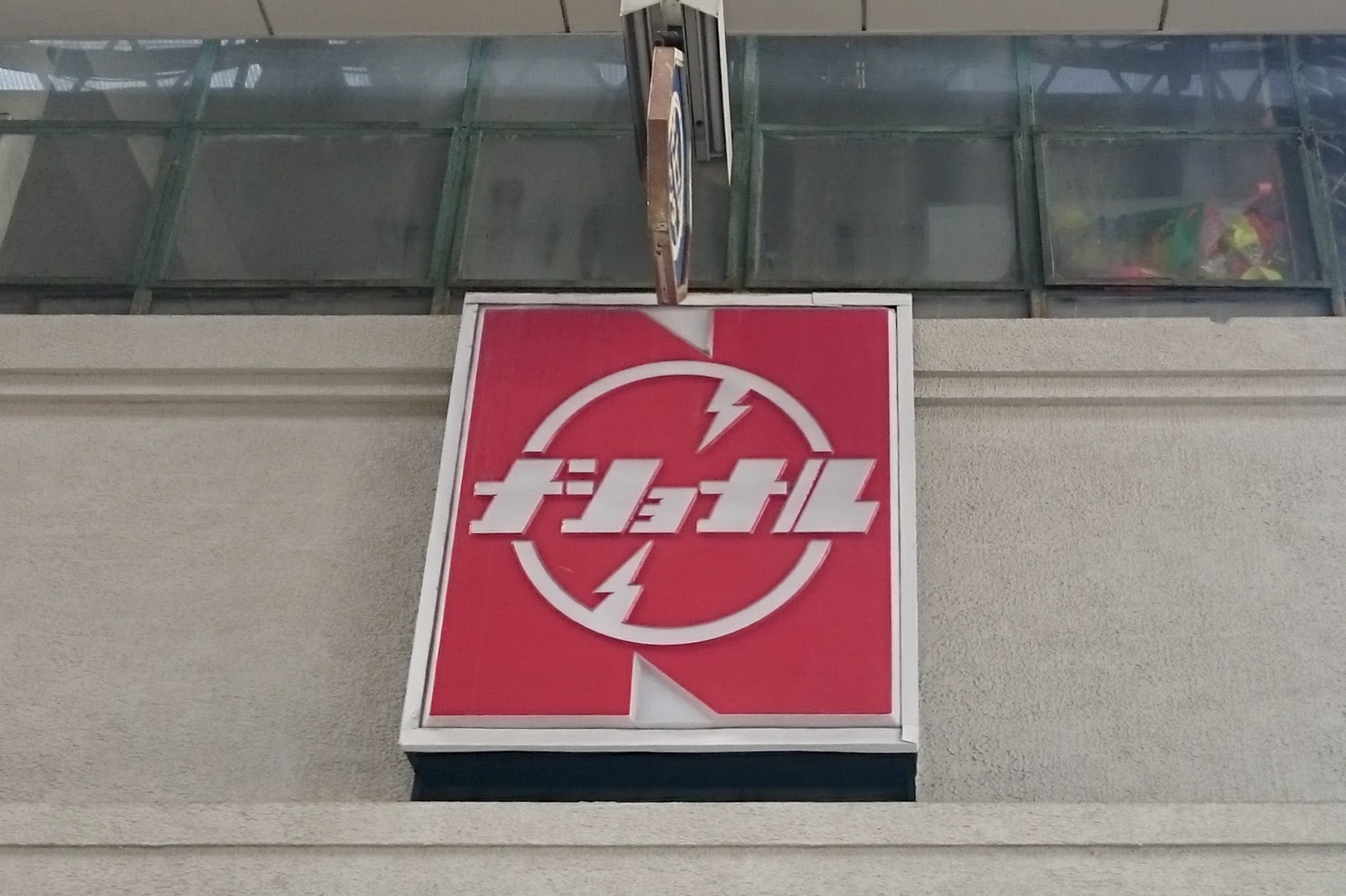
Nマーク・ナショ文字を使用した店舗看板（大分県別府市）
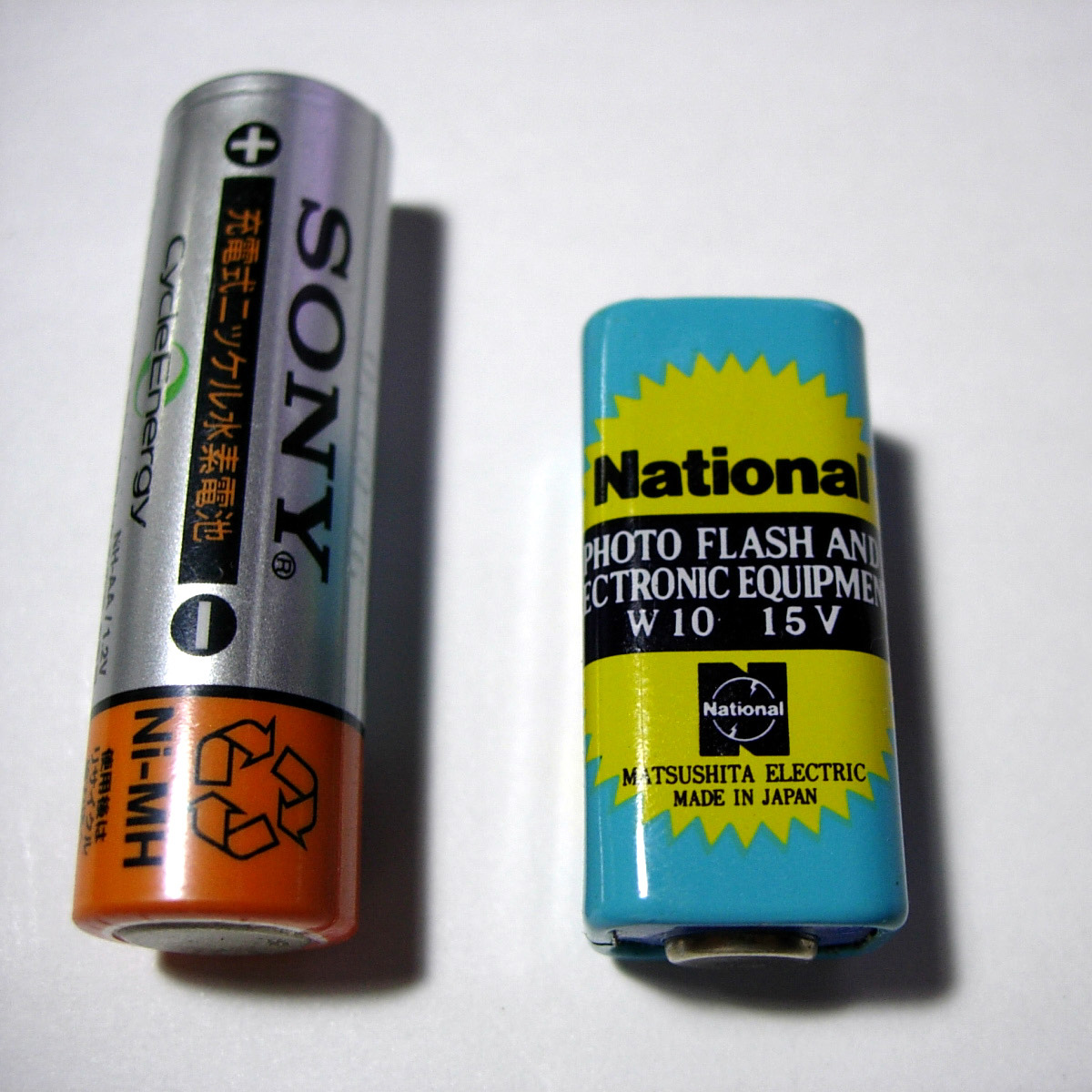
｢National｣表記のNマークを使用した積層電池（右）
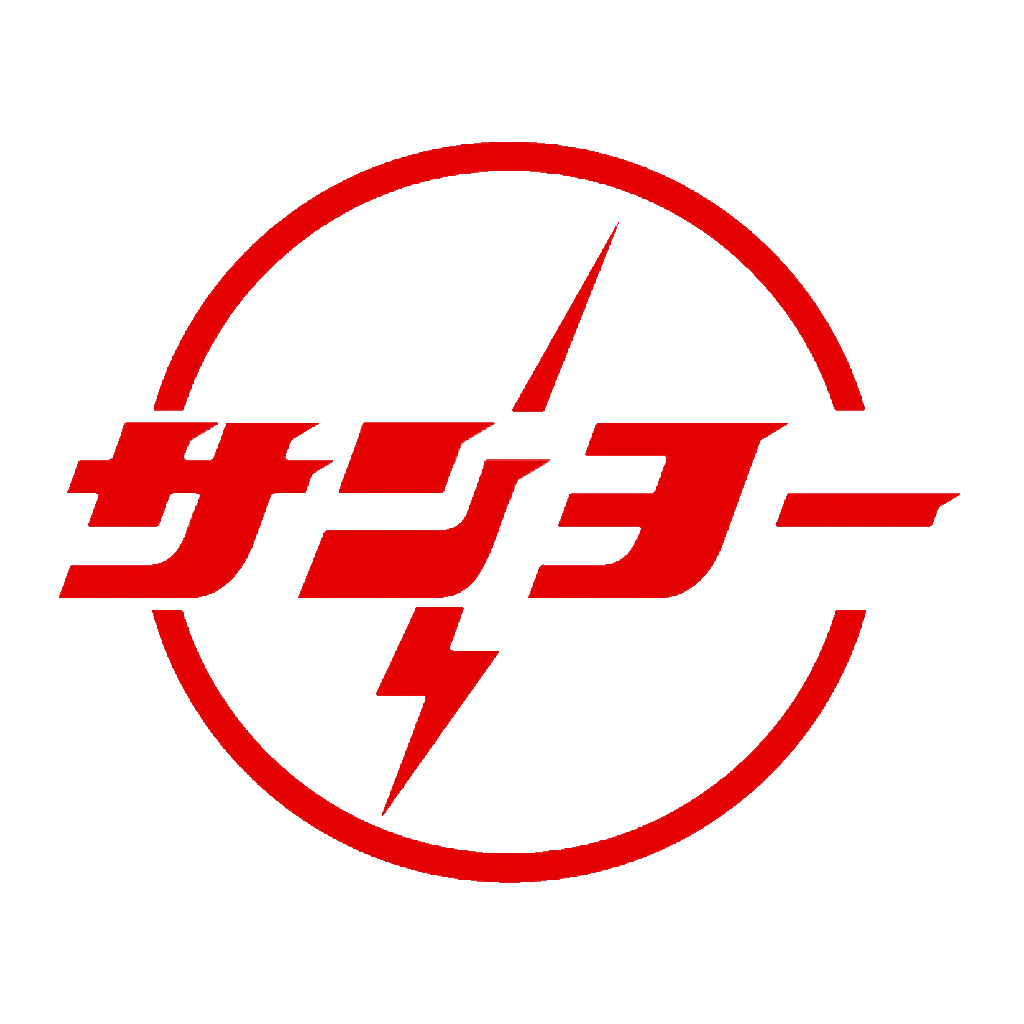
｢サンヨー｣ロゴ （参考）